# Гипермагниемия
Гипермагниеми́я — повышение концентрации магния в плазме крови выше 1,1 ммоль/л (в тяжёлой форме — свыше 2,9 ммоль/л). Симптомы включают слабость, дезориентацию, угнетённое дыхание и снижение рефлексов. В качестве осложнений возможны гипотензия и остановка сердца. Может быть диагностирована по характерным изменениям кардиограммы.

## Этиология
Обычно развивается в результате нарушения работы почек либо в качестве побочного эффекта от лекарственных препаратов, например, содержащих магний антацидов. Реже причинами гипермагниемии становятся синдром лизиса опухоли, судорожный или эпилептический припадок или продолжительная ишемия.

## Лечение
Внутривенное введение глюконата кальция и фуросемида, в тяжелых случаях применяется гемодиализ.